# Трећи лишњачин мишић
Трећи лишњачин мишић (у хуманој анатомији, такође је познат као трећи перонеални мишић) један је од мишић у предњем делу ноге. Делује тако да нагиње табан од средње линије тела (еверзија) и повлачи стопало према горе или према телу (дорзифлексија). 

## Функција
Као слаб дорзифлексор скочног зглоба, трећи лишњачин мишић помаже у повлачењу стопала према горе у односу на тело. Такође помаже у нагињању стопала од средње линије тела у зглобу (еверзија). Вероватно је и од помоћи, иако није неопходно, за двоножно ходање. 

## Галерија
- Muscles of the front of the leg (fibularis tertius visible at center left).
- Bones of the right foot (dorsal surface).
- The mucous sheaths of the tendons around the ankle (lateral aspect).
- Dorsum of foot. Deep dissection.
- Dorsum of foot. Deep dissection.